# 柏てん
柏 てん（かしわ てん、1986年3月25日 - ）は、日本のライトノベル作家である。
2017年には、夏コミに向けて朝前みちる、帰初心、咲村まひる、鳥村居子、野村美月、藤春都の6人とともに同人誌『夏の艶づくし』を執筆している。

## 書籍化作品

### 小説
- 『乙女ゲームの悪役なんてどこかで聞いた話ですが』シリーズ（イラスト: まろ、レジーナブックス〈アルファポリス〉）[3]
- 『異世界にカフェは必要ですか? 恋が生まれる秘蔵のレシピ』（イラスト: 炬太郎、角川ビーンズ文庫〈KADOKAWA〉）[4]
- 『皇太后のお化粧係』シリーズ（イラスト: 由羅カイリ、角川ビーンズ文庫〈KADOKAWA〉）[5]
- 『竜の子を産んだら離縁されたので森で隠居することにしました』（イラスト: フライ、宝島社）[6]
- 『精霊王さま、憑依する先をお間違えです』（イラスト: 仁藤あかね、フェアリーキス ピュア〈Jパブリッシング〉）[7]
- 『京都伏見のあやかし甘味帖』シリーズ（宝島社）[8]
- 『このたび王の守護獣お世話係になりました』（イラスト: 鳴海ゆき、一迅社文庫アイリス〈一迅社〉）[9]
- 『女王陛下と呼ばないで』シリーズ（イラスト: 梶山ミカ、角川ビーンズ文庫〈KADOKAWA〉）（漫画: 轟斗ソラ、FLOS COMIC〈KADOKAWA〉）[10][11][12]
- 『おとなしく泣き寝入りするとでも思いましたか?』（イラスト: 漣ミサ、フェアリーキス ピュア〈Jパブリッシング〉）[13]
- 『勇者の娘と猫かぶり魔王様』（イラスト: 鳴海ゆき、一迅社文庫アイリス〈一迅社〉）[14]
- 『京都はんなりカフェ巡り』（イラスト: くっか、メゾン文庫〈一迅社〉）[15]
- 『最凶の人型魔導書に偏愛されているのですが。』（イラスト: 深山キリ、フェアリーキス ピュア〈Jパブリッシング〉）[16]
- 『妹に婚約者を譲れと言われました』シリーズ（イラスト: COMTA、カドカワBOOKS〈KADOKAWA〉）[17]
- 『リストラ聖女の異世界旅 青春取り戻してやるから見てなさい!?』（イラスト: 氷堂れん、フェアリーキス ピュア〈Jパブリッシング〉）[18]
- 『脇役令嬢に転生しましたがシナリオ通りにはいかせません!』（イラスト: 朝日川日和、アリアンローズ〈フロンティアワークス〉）[19]
- 『壁の花令嬢のおかしな結婚 エルフの国に永久就職します』（イラスト: 條、一迅社文庫アイリス〈一迅社〉）[20]
- 『王子様なんて、こっちから願い下げですわ! 追放された元悪役令嬢、魔法の力で見返します』（イラスト: 御子柴リョウ、アリアンローズ〈フロンティアワークス〉）[21]
- 『後宮の月は、南天に舞う 臥龍城の奸臣』（PHP文芸文庫〈PHP研究所〉）[22]
- 『婚約破棄の十八年後 〜不遇の娘は冷血公爵の心を溶かす〜』（イラスト: カズアキ、Dノベルf〈集英社〉）[23]

### 漫画原作
- 『害悪姉と決別します』（制作：Whomor、ジャンプTOON〈集英社〉）[24]